# Manta raya
Espèce
Synonymes
- Dasyatis brevis (Garman, 1880)
- Dasyatis dipterurus Jordan et Gilbert, 1880
- Dasyatis hawaiiensis Jenkins, 1903

Statut de conservation UICN

 DD  : Données insuffisantes
Statut CITES
Manta raya est une espèce de raies non reconnue par FishBase, Catalogue of Life (8 mai 2012) et ITIS. Catalogue of Life (8 mai 2012) la considère comme un synonyme de Manta birostris.

## Systématique
L'espèce Manta raya a été décrite en 1899 par le zoologiste et entomologiste Gustave Adolphe Baer (d) (1839-1918) alors posté à la Compagnie française des pétroles de l'Amérique du Sud dans la province de Grau au Pérou.

## Publication originale
- G. A. Baer, « Correspondance avec Émile Oustalet reprise par M. le professeur Vaillant », Bulletin du Muséum d'histoire naturelle, Paris, IN  Groupe, vol. 5, no 3,‎ 21 mars 1899, p. 111-113 (ISSN 0027-4070 et 2419-6452, OCLC 57046216, BNF 34348915, lire en ligne).